# HMCS Beauharnois (K540)
HMCS Beauharnois (K540) je bila korveta izboljšanega razreda Flower, ki je med drugo svetovno vojno plula pod zastavo Kraljeve kanadske vojne mornarice.

## Zgodovina
Leta 1946 so ladjo prodali Mossad Le'Aliya bet (Inštitut za Emigracijo B), ki je ladjo uporabila kot potniško ladjo Yoashia Wegwood. Leta 1948 je bila uradno predana Izraelu kot korveta INS HaShomer.